# Karol Robak
Karol Robak, né le 24 août 1997, est un taekwondoïste polonais. Il évolue dans les catégories de poids -74 kg.

## Clubs
- AZS Poznań

## Palmarès

### Championnats d'Europe
- Médaille d'or en 2021 à Sofia (Bulgarie), en catégorie -74 kg.
- Médaille de bronze en 2018 à Kazan (Russie), en catégorie -68 kg.

### Championnats d'Europe pour catégories olympiques
- Médaille de bronze en 2015 à Naltchik (Russie), en catégorie -68 kg.

### Jeux européens
- Médaille d'argent en 2015 à Bakou (Azerbaïdjan), en catégorie -68 kg.

### Open internationaux
- Deuxième en 2015 à Montreux (Suisse), en catégorie -68 kg.